# 1898 au théâtre
| Années du théâtre : 1895 - 1896 - 1897 - 1898 - 1899 - 1900 - 1901    |
| Décennies du théâtre : 1860 - 1870 - 1880 - 1890 - 1900 - 1910 - 1920 |

## Pièces de théâtre publiées
- Eugène Brieux, L'École des belles-mères, comédie en un acte.

## Pièces de théâtre représentées
- 7 février : Les Boulingrin, vaudeville de Georges Courteline, Théâtre du Grand-Guignol
- 6 mars : Franches Lippées, comédie en 1 acte de Tristan Bernard, Paris, Théâtre du Champ-de-Foire,
- 19 mai : Silvérie, ou les Fonds hollandais, pièce en un acte de Tristan Bernard avec Alphonse Allais, Paris, Théâtre des Capucines,
- 10 novembre : Le Seul Bandit du village, vaudeville en 1 acte de Tristan Bernard, Paris, Théâtre des Capucines,
- 9 décembre : Résultats des courses, comédie en 6 tableaux d'E. Brieux au théâtre Antoine.
- 19 décembre : Le Berceau, comédie en 3 actes d'E. Brieux à la Comédie-Française.

## Naissances
- 3 avril : Michel de Ghelderode (pseudonyme d'Adémar Adolphe Louis Martens), dramaturge belge. († 1er avril 1962).

## Décès
- 8 mars : Alphonse Bouvret, dramaturge, journaliste et directeur de théâtre français, né le 21 novembre 1831.
- 7 avril : Margaret Mather, actrice canadienne, morte peu de temps après s'être écroulée en pleine représentation de Cymbeline, née le 21 octobre 1859.
- 1er juin : Édouard Cadol, dramaturge et romancier français, mort le 11 février 1831.
- 15 juin : Victor Hartman, acteur suédois, né le 30 décembre 1839.